# Ischia (település)
Ischia község (comune) Olaszország Campania régiójában, Nápoly megyében. Ischia szigetén legnagyobb települése és egyben turistaközpontja. Az Ischiai egyházmegye püspöki székhelye.

## Fekvése
Ischia szigetének keleti részén fekszik. Határai: Barano d’Ischia és Casamicciola Terme.

## Története
Ischia tulajdonképpen két részből áll:
- Ischia Porto a kikötő körül alakult ki, amelyet 1854-ben alakítottak ki, s amely eredetileg egy vulkán krátere volt. A parti vulkán kráterének legalacsonyabb pontján vájt csatornán át futnak be a hajók a kikötőbe. Itt vannak a gyógyfürdő-telepek (terme comunali) vannak, ahol a vulkanikus iszapot használják fel különféle betegségek gyógyítására. A városképet a sík parton és a domboldalon épített villák határozzák meg.
- Ischia Ponte nevét a kis szigeten, az úgynevezett Isolottón álló várat a szárazfölddel összekötő, 1438-ban épített töltésről (Ponte Aragonese) kapta.

## Népessége
A népesség számának alakulása:

## Főbb látnivalói
- Castello Aragonese – az aragóniai erődítmény egy parthoz közeli, 113 m magas tengeri sziklán helyezkedik el, amely egy vulkánkitörés során alakult ki. Az első erődöt i.e 474-ben építették szürakúzai görög telepesek. Az antik erőd alapjaira 1438-ban V. Alfonz aragóniai király építette a ma is látható erődöt, amely évszázadok során a sziget védelmére szolgált a kalózok támadásai ellen. A 18. század kezdetén még néhány templom és egy klarissza kolostor is meghúzódott falai védelmében, azonban az erőd a 18. században elnéptelenedett, majd az 1809-es bombázások során nagy része elpusztult. Az erődítményből pazar kilátás nyílik a szigetre és a Nápolyi-öbölre.
- Cartaromana – Ischia legszebb tengerparti része. Ezen a vidéken egykoron egy római település létezett Aenaria néven, amely egy földrengés során a tengerbe merült.
- Torre del Guevara – első erődítményének kapuja
- Vízvezeték (Pilastri) – 1580-ban építették Ischia vízellátásának biztosítására.
- Spiaggia dei Pescatori – partszakaszt a névadó halászok házai népesítik be.